# Karol Biłas
Karol Biłas (ur. 9 grudnia 2002 w Sanoku) – polski hokeista, reprezentant Polski.

## Kariera
- STS Sanok do lat 16 (2016/2017)
- UKS Niedźwiadki MOSiR Sanok do lat 18 (2017-2020)
- UKS Niedźwiadki MOSiR Sanok do lat 20 (2019-)
- PZHL Katowice do lat 23 (2018/2019, 2019/2020)
- UKS MOSiR Sanok (2019-2020)
- STS Sanok (2020-2025)
- ECB Zagłębie Sosnowiec (2025-)

Absolwent II Liceum Ogólnokształcącego im. Marii Skłodowskiej-Curie w Sanoku. Wychowanek klubu UKS Niedźwiadki MOSiR Sanok. W barwach tego klubu podjął występy w polskich ligach juniorskich. Ponadto został zawodnikiem zespołu KH 58 Sanok, występującego w 2. ligi słowackiej. Równolegle występował w barwach drużyny PZHL Katowice do lat 23 sezonie Polskiej Hokej Ligi (2018/2019). W debiucie zaliczył bramkę w meczu z Gdańskiem.
W sezonie 2023/2024 i po odejściu Samiego Tamminen przejął po nim funkcję kapitana 7 grudnia 2023. W maju 2025 został zaangażowany do drużyny ECB Zagłębie Sosnowiec.
W barwach reprezentacji Polski do lat 18 uczestniczył w turniejach mistrzostw świata juniorów do lat 18 edycji 2019 (Dywizja IIA). W barwach reprezentacji Polski do lat 20 uczestniczył w turniejach mistrzostw świata juniorów do lat 20 edycji 2020, 2022 (Dywizja IB). 11 listopada 2021 zadebiutował w reprezentacji seniorskiej podczas turnieju Baltic Challenge Cup w Tallinie, zdobywając gola w meczu przeciw Litwie (11:3). Podczas zgrupowania reprezentacji Polski przed Mistrzostwami Świata 2023 Dywizji 1A doznał urazu, przez który musiał przejść operacje artroskopii lewego barku.

## Osiągnięcia
Reprezentacyjne
- Awans do mistrzostw świata juniorów do lat 18 Dywizji I Grupy B: 2019

Klubowe
- Złoty medal mistrzostw Polski juniorów starszych: 2019
- Srebrny medal l mistrzostw Polski juniorów młodszych: 2019, 2020

Indywidualne
- Mistrzostwa Świata Juniorów w Hokeju na Lodzie 2022/I Dywizja#Grupa B:
  - Najlepszy zawodnik reprezentacji w meczu z Francją[7]
  - Najlepszy zawodnik reprezentacji w turnieju[8]

Nagrody
- Nagroda przyznana przez burmistrza Sanoka: 2019[potrzebny przypis]
- MVP mistrzostw Polski juniorów młodszych: 2020[potrzebny przypis]